# Flora Malesiana
Flora Malesiana (abreviado Fl. Males. Bull.) es una revista con ilustraciones y descripciones botánicas que es publicada en Leiden desde el año 1947, con el nombre de Flora Malesiana Bulletin.